# Àuson
Àuson (en grec antic Αὒσον) va ser un fill d'Odisseu i potser de Calipso o de Circe. De vegades se'l fa germà de Latinus i se li atribueix un fill, Líparos.
Àuson va donar nom al poble dels àusons o auruncs, que vivien a Ausònia, els primers habitants d'Itàlia. Va ser el primer rei d'aquell país. Líparos va donar nom a les illes Lipari.